# Zastupitelstvo Jihočeského kraje
Zastupitelstvo Jihočeského kraje je zastupitelstvem kraje, ve kterém dle zákona o krajích (č. 129/2000 Sb.) zasedá 55 zastupitelů. Volební období zastupitelstva je čtyřleté. Zastupitelstvo se schází podle potřeby, minimálně však jedenkrát za tři měsíce. Zastupitelstvo volí jedenáctičlennou krajskou radu.

## Současná rada Jihočeského kraje
| Portfej              | Člen rady              | Strana | Kompetence                                                      |
| -------------------- | ---------------------- | ------ | --------------------------------------------------------------- |
| Hejtman              | Martin Kuba            | ODS    | zdravotnictví, doprava a regionální rozvoj                      |
| 1. náměstek hejtmana | Tomáš Hajdušek         | ODS    | rozpočet, finance a investice                                   |
| Náměstek hejtmana    | David Štojdl           | ODS    | školství, sport, věda a výzkum, životní prostředí a zemědělství |
| Náměstkyně hejtmana  | Lucie Kozlová          | ODS    | sociální věci, kultura, cestovní ruch a majetek kraje           |
| Člen rady            | Jindřich Bláha         | ODS    | neuvolněný                                                      |
| Člen rady            | Petr Maroš             | ODS    | neuvolněný                                                      |
| Člen rady            | Adéla Ruiderová        | ODS    | neuvolněný                                                      |
| Člen rady            | Radim Staněk           | ODS    | neuvolněný                                                      |
| Členka rady          | Dagmar Škodová Parmová | ODS    | neuvolněná                                                      |
| Členka rady          | Markéta Švadlenová     | ODS    | neuvolněná                                                      |
| Člen rady            | Jan Váňa               | ODS    | neuvolněný                                                      |

## Složení zastupitelstva 2020–2024
Do rady kraje zasedla koalice vedená ODS se zástupci koalice Společně pro Jižní Čechy (KDU-ČSL+TOP 09), ČSSD (později SOCDEM) a Jihočechy 12 (JIH12+T2020). Koalice má dohromady 29 zastupitelů. Hejtmanem se stal Martin Kuba z ODS.

### Výsledky voleb v roce 2020
| Získané hlasy  | Získané hlasy  | Získané hlasy | Získané hlasy | Získané hlasy |
| -------------- | -------------- | ------------- | ------------- | ------------- |
| strana         |                |               |               | %             |
| ANO            | ANO            |               | 18,1          | 18,1          |
| ODS            | ODS            |               | 17,5          | 17,5          |
| Piráti         | Piráti         |               | 12,9          | 12,9          |
| KDU-ČSL+TOP 09 | KDU-ČSL+TOP 09 |               | 10,5          | 10,5          |
| ČSSD           | ČSSD           |               | 8,7           | 8,7           |
| STAN           | STAN           |               | 7,4           | 7,4           |
| JIH 12+T2020   | JIH 12+T2020   |               | 6,5           | 6,5           |

|                  |                                    |                                    |        |         |             |         |         |                           |
| Strana / koalice | Strana / koalice                   | Strana / koalice                   | Hlasy  | Hlasy   | Hlasy       | Mandáty | Mandáty | Volební lídr              |
| Strana / koalice | Strana / koalice                   | Strana / koalice                   | Počet  | %       | +/−         | Počet   | +/−     | Volební lídr              |
|                  | ANO 2011                           | ANO 2011                           | 36 058 | 18,12 % | ▲ 0,5%      | 12      | ▬ 0     | František Konečný (ANO)   |
|                  | Občanská demokratická strana       | Občanská demokratická strana       | 34 857 | 17,52 % | ▲ 4,9%      | 12      | ▲ 4     | Martin Kuba (ODS)         |
|                  | Česká pirátská strana              | Česká pirátská strana              | 25 560 | 12,85 % | ▲ 9,4%      | 9       | ▲ 9     | Lukáš Mareš (Piráti)      |
|                  | Společně pro Jižní Čechy           | Společně pro Jižní Čechy           | 20 798 | 10,45 % | ▲ 3,8%      | 7       | ▬ 0     | František Talíř (KDU-ČSL) |
|                  | KDU-ČSL                            | 4                                  | 20 798 | 10,45 % | ▲ 3,8%      | 0       |         | František Talíř (KDU-ČSL) |
|                  | TOP 09                             | 3                                  | 20 798 | 10,45 % | ▲ 3,8%      | 0       |         | František Talíř (KDU-ČSL) |
|                  | Česká strana sociálně demokratická | Česká strana sociálně demokratická | 17 397 | 8,74 %  | ▼ 13,8%     | 6       | ▼ 9     | Ivana Stráská (ČSSD)      |
|                  | Starostové a nezávislí             | Starostové a nezávislí             | 14 686 | 7,38    | nová strana | 5       | ▲ 4     | Jiří Švec (STAN)          |
|                  | Jihočeši 2012                      | Jihočeši 2012                      | 13 010 | 6,54 %  | ▲ 0,7       | 4       | ▬ 0     | Pavel Hroch (JIH 12)      |
|                  | Jihočeši 2012                      | 2                                  | 13 010 | 6,54 %  | ▲ 0,7       | -1      |         | Pavel Hroch (JIH 12)      |
|                  | Tábor 2020                         | 2                                  | 13 010 | 6,54 %  | ▲ 0,7       | +1      |         | Pavel Hroch (JIH 12)      |

### Rada kraje
| Portfej                          | Člen rady       | Strana       | Kompetence                                  |
| -------------------------------- | --------------- | ------------ | ------------------------------------------- |
| Hejtman                          | Martin Kuba     | ODS          | zdravotnictví a krizové řízení              |
| 1. náměstek hejtmana             | František Talíř | KDU-ČSL      | místní rozvoj, životní prostředí a turismus |
| Náměstek hejtmana                | Pavel Klíma     | TOP 09       | školství a veřejné zakázky                  |
| Náměstkyně hejtmana              | Lucie Kozlová   | ODS          | sociální věci a informatika                 |
| Náměstek hejtmana                | Pavel Hroch     | JIH 12       | kultura a venkov                            |
| Náměstek hejtmana                | Antonín Krák    | SOCDEM       | doprava a majetek kraje                     |
| Člen rady                        | Tomáš Hajdušek  | ODS          | finance a investice                         |
| Neuvolněný člen rady (2020–2022) | Jan Bartošek    | KDU-ČSL      | -                                           |
| Neuvolněný člen rady (2022–2024) | Tomáš Bouzek    | TOP 09       | -                                           |
| Neuvolněná členka rady           | Olga Bastlová   | SOCDEM       | -                                           |
| Neuvolněný člen rady             | Miroslav Joch   | SOCDEM       | -                                           |
| Neuvolněný člen rady             | Jiří Fišer      | JIH 12/T2020 | -                                           |

## Složení zastupitelstva 2016–2020
Koalici v Radě kraje tvořila ČSSD, ANO a Jihočeši 2012 (JIH 12 a T2020). Koalice měla dohromady 31 zastupitelů. Hejtmanem Jihočeského kraje se stal Jiří Zimola z ČSSD.
V dubnu 2017 se však koalice rozpadla a byla utvořena nová, která se skládala z ČSSD, koalice Pro Jižní Čechy (TOP 09, STAN a HOPB), KDU-ČSL a Jihočeši 2012 (JIH 12 a T2020). Koalice měla dohromady těsnou většinu 28 zastupitelů. Novou hejtmankou byla zvolena Ivana Stráská z ČSSD.

### Výsledky voleb v roce 2016
| Získané hlasy    | Získané hlasy    | Získané hlasy | Získané hlasy | Získané hlasy |
| ---------------- | ---------------- | ------------- | ------------- | ------------- |
| strana           |                  |               |               | %             |
| ČSSD             | ČSSD             |               | 22,6          | 22,6          |
| ANO              | ANO              |               | 17,7          | 17,7          |
| ODS              | ODS              |               | 12,7          | 12,7          |
| KSČM             | KSČM             |               | 10,0          | 10,0          |
| TOP 09+STAN+HOPB | TOP 09+STAN+HOPB |               | 8,0           | 8,0           |
| KDU-ČSL          | KDU-ČSL          |               | 6,6           | 6,6           |
| JIH 12+T2020     | JIH 12+T2020     |               | 5,8           | 5,8           |

|                  |                                                               |                                                               |        |         |             |         |         |                       |
| Strana / koalice | Strana / koalice                                              | Strana / koalice                                              | Hlasy  | Hlasy   | Hlasy       | Mandáty | Mandáty | Volební lídr          |
| Strana / koalice | Strana / koalice                                              | Strana / koalice                                              | Počet  | %       | +/−         | Počet   | +/−     | Volební lídr          |
|                  | Česká strana sociálně demokratická                            | Česká strana sociálně demokratická                            | 41 299 | 22,55 % | ▼ 5,4%      | 15      | ▼ 3     | Jiří Zimola (ČSSD)    |
|                  | ANO 2011                                                      | ANO 2011                                                      | 32 348 | 17,67 % | nová strana | 12      | ▲ 12    | Radka Maxová (ANO)    |
|                  | Občanská demokratická strana                                  | Občanská demokratická strana                                  | 23 210 | 12,67 % | ▲ 0,1%      | 8       | ▬ 0     | Jan Zahradník (ODS)   |
|                  | Komunistická strana Čech a Moravy                             | Komunistická strana Čech a Moravy                             | 18 317 | 10,00 % | ▼ 9,4%      | 7       | ▼ 6     | Petr Braný (KSČM)     |
|                  | Pro Jižní Čechy                                               | Pro Jižní Čechy                                               | 14 658 | 8,00 %  | ▲ 3,0%      | 5       | ▬ 0     | Jiří Švec (STAN)      |
|                  | TOP 09                                                        | 3                                                             | 14 658 | 8,00 %  | ▲ 3,0%      | +1      |         | Jiří Švec (STAN)      |
|                  | Starostové a nezávislí                                        | 1                                                             | 14 658 | 8,00 %  | ▲ 3,0%      | 0       |         | Jiří Švec (STAN)      |
|                  | Občané pro Budějovice                                         | 1                                                             | 14 658 | 8,00 %  | ▲ 3,0%      | −1      |         | Jiří Švec (STAN)      |
|                  | Křesťanská a demokratická unie – Československá strana lidová | Křesťanská a demokratická unie – Československá strana lidová | 12 147 | 6,63 %  | ▲ 0,2%      | 4       | ▬ 0     | Pavel Talíř (KDU-ČSL) |
|                  | Jihočeši 2012                                                 | Jihočeši 2012                                                 | 10 629 | 5,80 %  | ▼ 8,8%      | 4       | ▼ 3     | Pavel Hroch (JIH 12)  |
|                  | Jihočeši 2012                                                 | 3                                                             | 10 629 | 5,80 %  | ▼ 8,8%      | -3      |         | Pavel Hroch (JIH 12)  |
|                  | Tábor 2020                                                    | 1                                                             | 10 629 | 5,80 %  | ▼ 8,8%      | 0       |         | Pavel Hroch (JIH 12)  |

### Rada kraje

#### 2016-2017
| Portfej                | Člen rady         | Strana | Kompetence                               |
| ---------------------- | ----------------- | ------ | ---------------------------------------- |
| Hejtman                | Jiří Zimola       | ČSSD   | cestovní ruch a krizové řízení           |
| 1. náměstkyně hejtmana | Lucie Kozlová     | ANO    | sociální věci a školství                 |
| Náměstkyně hejtmana    | Ivana Stráská     | ČSSD   | zdravotnictví                            |
| Náměstek hejtmana      | Jaromír Slíva     | ČSSD   | investice, granty a IT                   |
| Náměstek hejtmana      | Jan Kubík         | ANO    | doprava                                  |
| Člen rady              | Pavel Hroch       | JIH 12 | životní prostředí, zemědělství a kultura |
| Člen rady              | Jaromír Novák     | ČSSD   | finance a ekonomika                      |
| Člen rady              | Miroslav Joch     | ČSSD   | neuvolněný člen rady                     |
| Člen rady              | Petr Kalina       | ANO    | neuvolněný člen rady                     |
| Člen rady              | František Konečný | ANO    | neuvolněný člen rady                     |
| Člen rady              | Petr Novák        | ANO    | neuvolněný člen rady                     |

#### 2017-2020
| Portfej               | Člen rady     | Strana  | Kompetence                               |
| --------------------- | ------------- | ------- | ---------------------------------------- |
| Hejtmanka             | Ivana Stráská | ČSSD    | zdravotnictví a cestovní ruch            |
| 1. náměstek hejtmanky | Josef Knot    | TOP 09  | investice a výzkum                       |
| Náměstek hejtmanky    | Pavel Hroch   | JIH 12  | životní prostředí, zemědělství a kultura |
| Náměstek hejtmanky    | Zdeněk Dvořák | KDU-ČSL | sociální věci, školství                  |
| Náměstek hejtmanky    | Jaromír Novák | ČSSD    | finance a ekonomika                      |
| Člen rady             | Antonín Krák  | ČSSD    | veřejné zakázky a granty                 |
| Člen rady             | Jiří Švec     | STAN    | doprava                                  |
| Člen rady             | Miroslav Joch | ČSSD    | neuvolněný člen rady                     |
| Člen rady             | Ivo Moravec   | HOPB    | neuvolněný člen rady                     |
| Člen rady             | Pavel Pavel   | JIH 12  | neuvolněný člen rady                     |
| Člen rady             | Pavel Talíř   | KDU-ČSL | neuvolněný člen rady                     |

## Složení zastupitelstva 2012–2016

### Výsledky voleb v roce 2012
Koaliční vládu složila ČSSD a KSČM. Hejtmanem se stal Jiří Zimola z ČSSD.
| Získané hlasy     | Získané hlasy     | Získané hlasy | Získané hlasy | Získané hlasy |
| ----------------- | ----------------- | ------------- | ------------- | ------------- |
| strana            |                   |               |               | %             |
| ČSSD              | ČSSD              |               | 28,0          | 28,0          |
| KSČM              | KSČM              |               | 19,4          | 19,4          |
| JIH 12+HOPB+T2020 | JIH 12+HOPB+T2020 |               | 14,6          | 14,6          |
| ODS               | ODS               |               | 12,6          | 12,6          |
| KDU-ČSL           | KDU-ČSL           |               | 6,4           | 6,4           |
| TOP 09+STAN       | TOP 09+STAN       |               | 5,0           | 5,0           |

|                  |                                                               |                                                               |        |         |             |         |         |                         |
| Strana / koalice | Strana / koalice                                              | Strana / koalice                                              | Hlasy  | Hlasy   | Hlasy       | Mandáty | Mandáty | Volební lídr            |
| Strana / koalice | Strana / koalice                                              | Strana / koalice                                              | Počet  | %       | +/−         | Počet   | +/−     | Volební lídr            |
|                  | Česká strana sociálně demokratická                            | Česká strana sociálně demokratická                            | 53 736 | 27,99 % | ▼ 5,8%      | 18      | ▼ 4     | Jiří Zimola (ČSSD)      |
|                  | Komunistická strana Čech a Moravy                             | Komunistická strana Čech a Moravy                             | 37 187 | 19,37 % | ▲ 3,4%      | 13      | ▲ 3     | Petr Braný (KSČM)       |
|                  | Jihočeši 2012                                                 | Jihočeši 2012                                                 | 27 972 | 14,57 % | nová strana | 9       | ▲ 9     | Luboš Průša (JIH 12)    |
|                  | Jihočeši 2012                                                 | 6                                                             | 27 972 | 14,57 % | nová strana | +6      |         | Luboš Průša (JIH 12)    |
|                  | Občané pro Budějovice                                         | 2                                                             | 27 972 | 14,57 % | nová strana | +2      |         | Luboš Průša (JIH 12)    |
|                  | Tábor 2020                                                    | 1                                                             | 27 972 | 14,57 % | nová strana | +1      |         | Luboš Průša (JIH 12)    |
|                  | Občanská demokratická strana                                  | Občanská demokratická strana                                  | 24 110 | 12,56 % | ▼ 17,1%     | 8       | ▼ 11    | Jan Zahradník (ODS)     |
|                  | Křesťanská a demokratická unie – Československá strana lidová | Křesťanská a demokratická unie – Československá strana lidová | 12 341 | 6,43 %  | ▼ 0,5%      | 4       | ▬ 0     | Zdeněk Dvořák (KDU-ČSL) |
|                  | TOP 09 a Starostové                                           | TOP 09 a Starostové                                           | 9 614  | 5,00 %  | nová strana | 3       | ▲ 3     | Zdeněk Bezecný (TOP 09) |
|                  | TOP 09                                                        | 2                                                             | 9 614  | 5,00 %  | nová strana | +2      |         | Zdeněk Bezecný (TOP 09) |
|                  | Starostové a nezávislí                                        | 1                                                             | 9 614  | 5,00 %  | nová strana | +1      |         | Zdeněk Bezecný (TOP 09) |

### Rada kraje
| Portfej                | Člen rady       | Strana | Kompetence                              |
| ---------------------- | --------------- | ------ | --------------------------------------- |
| Hejtman                | Jiří Zimola     | ČSSD   | cestovní ruch a krizové řízení          |
| 1. náměstkyně hejtmana | Ivana Stráská   | ČSSD   | zdravotnictví a sociální věci           |
| Náměstek hejtmana      | Jaromír Slíva   | ČSSD   | investice, granty a IT                  |
| Člen rady              | Antonín Krák    | ČSSD   | doprava a územní plánování              |
| Člen rady              | Jaromír Novák   | ČSSD   | finance a ekonomika                     |
| Člen rady              | Tomáš Vytiska   | KSČM   | školství a kultura                      |
| Člen rady              | Václav Kučera   | KSČM   | zemědělství, venkov a životní prostředí |
| Neuvolněný člen rady   | Miroslav Joch   | ČSSD   | -                                       |
| Neuvolněný člen rady   | Stanislav Mrvka | ČSSD   | -                                       |
| Neuvolněný člen rady   | Václav Valhoda  | ČSSD   | -                                       |
| Neuvolněný člen rady   | Václav Ebert    | KSČM   | -                                       |

## Složení zastupitelstva 2008–2012
Krajskou radu vytvořila vítězná ČSSD s druhou ODS. Hejtmanem se stal Jiří Zimola z ČSSD.

### Výsledky voleb v roce 2008
| Získané hlasy | Získané hlasy | Získané hlasy | Získané hlasy | Získané hlasy |
| ------------- | ------------- | ------------- | ------------- | ------------- |
| strana        |               |               |               | %             |
| ČSSD          | ČSSD          |               | 33,8          | 33,8          |
| ODS           | ODS           |               | 29,6          | 29,6          |
| KSČM          | KSČM          |               | 15,9          | 15,9          |
| KDU-ČSL       | KDU-ČSL       |               | 7,0           | 7,0           |

|                  |                                                               |                                                               |        |         |         |         |         |                            |
| Strana / koalice | Strana / koalice                                              | Strana / koalice                                              | Hlasy  | Hlasy   | Hlasy   | Mandáty | Mandáty | Volební lídr               |
| Strana / koalice | Strana / koalice                                              | Strana / koalice                                              | Počet  | %       | +/−     | Počet   | +/−     | Volební lídr               |
|                  | Česká strana sociálně demokratická                            | Česká strana sociálně demokratická                            | 68 856 | 33,80 % | ▲ 21,2% | 22      | ▲ 15    | Jiří Zimola (ČSSD)         |
|                  | Občanská demokratická strana                                  | Občanská demokratická strana                                  | 60 349 | 29,63 % | ▼ 14,6% | 19      | ▼ 8     | Jan Zahradník (ODS)        |
|                  | Komunistická strana Čech a Moravy                             | Komunistická strana Čech a Moravy                             | 32 484 | 15,94 % | ▼ 3,2%  | 10      | ▼ 2     | Petr Braný (KSČM)          |
|                  | Křesťanská a demokratická unie – Československá strana lidová | Křesťanská a demokratická unie – Československá strana lidová | 14 170 | 6,95 %  | ▼ 2,6%  | 4       | ▼ 2     | Vladimír Pavelka (KDU-ČSL) |

### Rada kraje
| Portfej                | Člen rady          | Strana | Kompetence                      |
| ---------------------- | ------------------ | ------ | ------------------------------- |
| Hejtman                | Jiří Zimola        | ČSSD   | vnější vztahy                   |
| 1. náměstek hejtmana   | Martin Kuba        | ODS    | místní rozvoj a doprava         |
| Náměstkyně hejtmana    | Ivana Stráská      | ČSSD   | zdravotnictví a sociální věci   |
| Člen rady              | Jaromír Slíva      | ČSSD   | ekonomika a majetek kraje       |
| Člen rady              | Jana Krejsová      | ČSSD   | školství                        |
| Člen rady              | Karel Vlasák       | ODS    | životní prostředí a zemědělství |
| Člen rady              | František Štangl   | ODS    | kultura a cestovní ruch         |
| Neuvolněný člen rady   | Karel Matoušek     | ODS    | -                               |
| Neuvolněný člen rady   | Jaromír Novák      | ČSSD   | -                               |
| Neuvolněná členka rady | Blanka Procházková | ČSSD   | -                               |
| Neuvolněný člen rady   | Václav Valhoda     | ČSSD   | -                               |

## Složení zastupitelstva 2004–2008
Po volbách byla obnovena koalice ODS a KDU-ČSL. Do rady byli přizváni i zástupci SNK. Hejtmanem zůstal Jan Zahradník z ODS.

### Výsledky voleb v roce 2004
| Získané hlasy | Získané hlasy | Získané hlasy | Získané hlasy | Získané hlasy |
| ------------- | ------------- | ------------- | ------------- | ------------- |
| strana        |               |               |               | %             |
| ODS           | ODS           |               | 44,2          | 44,2          |
| KSČM          | KSČM          |               | 19,1          | 19,1          |
| ČSSD          | ČSSD          |               | 12,7          | 12,7          |
| KDU-ČSL       | KDU-ČSL       |               | 9,6           | 9,6           |
| SNK           | SNK           |               | 5,0           | 5,0           |

|                  |                                                               |                                                               |        |         |           |         |         |                            |
| Strana / koalice | Strana / koalice                                              | Strana / koalice                                              | Hlasy  | Hlasy   | Hlasy     | Mandáty | Mandáty | Volební lídr               |
| Strana / koalice | Strana / koalice                                              | Strana / koalice                                              | Počet  | %       | +/−       | Počet   | +/−     | Volební lídr               |
|                  | Občanská demokratická strana                                  | Občanská demokratická strana                                  | 65 882 | 44,19 % | ▲ 18,4%   | 27      | ▲ 11    | Jan Zahradník (ODS)        |
|                  | Komunistická strana Čech a Moravy                             | Komunistická strana Čech a Moravy                             | 28 487 | 19,10 % | ▼ 0,3%    | 12      | ▬ 0     | Petr Braný (KSČM)          |
|                  | Česká strana sociálně demokratická                            | Česká strana sociálně demokratická                            | 18 860 | 12,65 % | ▼ 0,8%    | 7       | ▼ 1     | Miroslav Krejča (ČSSD)     |
|                  | Křesťanská a demokratická unie – Československá strana lidová | Křesťanská a demokratická unie – Československá strana lidová | 14 279 | 9,57 %  | v koalici | 6       | ▬ 0     | Vladimír Pavelka (KDU-ČSL) |
|                  | SNK sdružení nezávislých                                      | SNK sdružení nezávislých                                      | 7 525  | 5,04 %  | ▼ 5,6%    | 3       | ▼ 3     | Lumír Mraček (SNK)         |

### Rada kraje
| Portfej              | Člen rady        | Strana  | Kompetence                              |
| -------------------- | ---------------- | ------- | --------------------------------------- |
| Hejtman              | Jan Zahradník    | ODS     | finance a krizové řízení                |
| 1. náměstek hejtmana | Robin Schinko    | ODS     | doprava                                 |
| Náměstek hejtmana    | Vladimír Pavelka | KDU-ČSL | zdravotnictví a sociální věci           |
| Členka rady          | Marie Hrdinová   | KDU-ČSL | školství                                |
| Člen rady            | Jiří Netík       | KDU-ČSL | zemědělství, venkov a životní prostředí |
| Člen rady            | Pavel Pavel      | ODS     | místní rozvoj a majetek kraje           |
| Člen rady            | František Štangl | ODS     | kultura a cestovní ruch                 |
| Neuvolněný člen rady | František Dědič  | ODS     | -                                       |
| Neuvolněný člen rady | Karel Matoušek   | ODS     | -                                       |
| Neuvolněný člen rady | Lumír Mraček     | SNK     | -                                       |
| Neuvolněný člen rady | Luboš Průša      | ODS     | -                                       |

## Složení zastupitelstva 2000–2004
Krajskou koalici vytvořila ODS se Čtyřkoalicí. Hejtmanem se stal Jan Zahradník z ODS.

### Výsledky voleb v roce 2000
| Získané hlasy | Získané hlasy | Získané hlasy | Získané hlasy | Získané hlasy |
| ------------- | ------------- | ------------- | ------------- | ------------- |
| strana        |               |               |               | %             |
| ODS           | ODS           |               | 25,8          | 25,8          |
| Čtyřkoalice   | Čtyřkoalice   |               | 22,5          | 22,5          |
| KSČM          | KSČM          |               | 19,4          | 19,4          |
| ČSSD          | ČSSD          |               | 13,4          | 13,4          |
| SNK           | SNK           |               | 10,6          | 10,6          |

|                  |                                                               |                                    |        |         |         |                     |  |  |
| Strana / koalice | Strana / koalice                                              | Strana / koalice                   | Hlasy  | Hlasy   | Mandáty | Volební lídr        |  |  |
| Strana / koalice | Strana / koalice                                              | Strana / koalice                   | Počet  | %       | Počet   | Volební lídr        |  |  |
|                  | Občanská demokratická strana                                  | Občanská demokratická strana       | 42 707 | 25,84 % | 16      | Jan Zahradník (ODS) |  |  |
|                  | Čtyřkoalice                                                   | Čtyřkoalice                        | 37 213 | 22,52 % | 13      | Jiří Vlach (US)     |  |  |
|                  | Křesťanská a demokratická unie – Československá strana lidová | 6                                  | 37 213 | 22,52 % |         | Jiří Vlach (US)     |  |  |
|                  | Unie svobody                                                  | 5                                  | 37 213 | 22,52 % |         | Jiří Vlach (US)     |  |  |
|                  | Občanská demokratická aliance                                 | 1                                  | 37 213 | 22,52 % |         | Jiří Vlach (US)     |  |  |
|                  | Demokratická unie                                             | 1                                  | 37 213 | 22,52 % |         | Jiří Vlach (US)     |  |  |
|                  | Komunistická strana Čech a Moravy                             | Komunistická strana Čech a Moravy  | 32 134 | 19,44 % | 12      | Petr Braný (KSČM)   |  |  |
|                  | Česká strana sociálně demokratická                            | Česká strana sociálně demokratická | 22 195 | 13,43 % | 8       | Karel Vachta (ČSSD) |  |  |
|                  | SNK sdružení nezávislých                                      | SNK sdružení nezávislých           | 17 511 | 10,59 % | 6       | Ivana Stráská (SNK) |  |  |

### Rada kraje
| Portfej                | Člen rady        | Strana  | Kompetence                              |
| ---------------------- | ---------------- | ------- | --------------------------------------- |
| Hejtman                | Jan Zahradník    | ODS     | finance a krizové řízení                |
| 1. náměstek hejtmana   | Jiří Vlach       | US      | investice a evropské fondy              |
| Náměstek hejtmana      | Vladimír Pavelka | KDU-ČSL | zdravotnictví a sociální věci           |
| Náměstek hejtmana      | Karel Vachta     | ČSSD    | školství                                |
| Člen rady              | Robin Schinko    | ODS     | kultura, cestovní ruch a doprava        |
| Člen rady              | Josef Novák      | KDU-ČSL | zemědělství, venkov a životní prostředí |
| Neuvolněný člen rady   | František Dědič  | ODS     | -                                       |
| Neuvolněný člen rady   | Luboš Průša      | ODS     | -                                       |
| Neuvolněná členka rady | Ivana Stráská    | SNK     | -                                       |
| Neuvolněná členka rady | Anna Vymětalová  | ČSSD    | -                                       |
| Neuvolněný člen rady   | Robert Zeman     | US      | -                                       |

## Volební historie

#### Volby 2000
| 12   | 8    | 6   | 6       | 1   | 1   | 5  | 16  |
| KSČM | ČSSD | SNK | KDU-ČSL | DEU | ODA | US | ODS |

#### Volby 2004
| 12   | 7    | 3   | 6       | 27  |
| KSČM | ČSSD | SNK | KDU-ČSL | ODS |

#### Volby 2008
| 10   | 22   | 4       | 19  |
| KSČM | ČSSD | KDU-ČSL | ODS |

#### Volby 2012
| 13   | 18   | 6      | 1     | 2    | 4       | 1    | 2      | 8   |
| KSČM | ČSSD | JIH 12 | T2020 | HOPB | KDU-ČSL | STAN | TOP 09 | ODS |

#### Volby 2016
| 7    | 15   | 12  | 3      | 1     | 1    | 4       | 1    | 3      | 8   |
| KSČM | ČSSD | ANO | JIH 12 | T2020 | HOPB | KDU-ČSL | STAN | TOP 09 | ODS |

#### Volby 2020
| 6    | 12  | 9      | 2      | 2     | 4       | 5    | 3      | 12  |
| ČSSD | ANO | Piráti | JIH 12 | T2020 | KDU-ČSL | STAN | TOP 09 | ODS |

#### Volby 2024
| 4        | 17  | 34  |
| Stačilo! | ANO | ODS |